# Cyrtoxiphoides
Cyrtoxiphoides is een geslacht van rechtvleugeligen uit de familie krekels (Gryllidae). De wetenschappelijke naam van dit geslacht is voor het eerst geldig gepubliceerd in 1951 door Chopard.

## Soorten
Het geslacht Cyrtoxiphoides omvat de volgende soorten:
- Cyrtoxiphoides brevipes Chopard, 1929
- Cyrtoxiphoides curtipennis Chopard, 1929
- Cyrtoxiphoides hopkinsi Chopard, 1929
- Cyrtoxiphoides leai Chopard, 1951
- Cyrtoxiphoides nola Walker, 1969
- Cyrtoxiphoides planifrons Chopard, 1951
- Cyrtoxiphoides pubescens Chopard, 1925
- Cyrtoxiphoides villosa Chopard, 1934